# Hallaar
Hallaar is een dorp in de Belgische provincie Antwerpen en een deelgemeente van Heist-op-den-Berg. Hallaar was een zelfstandige gemeente tot aan de gemeentelijke herindeling van 1977.

## Geschiedenis
Hallaar was onder het ancien régime één der zeven "Heertgangen". Het werd in 1876 een onafhankelijke gemeente en vierde zijn honderdjarig bestaan net voor het, door de fusie van de gemeenten, opnieuw een deel van de gemeente Heist-op-den-Berg zou worden (1976).
Op 21 augustus 1907 werd er een tornado waargenomen in Hallaar.

## Geografie
De Grote Nete vormt de oostgrens van Hallaar. De dorpskern van Hallaar is vergroeid met die van Heist, dat zich ten zuiden van de kom van Hallaar bevindt.

## Bezienswaardigheden

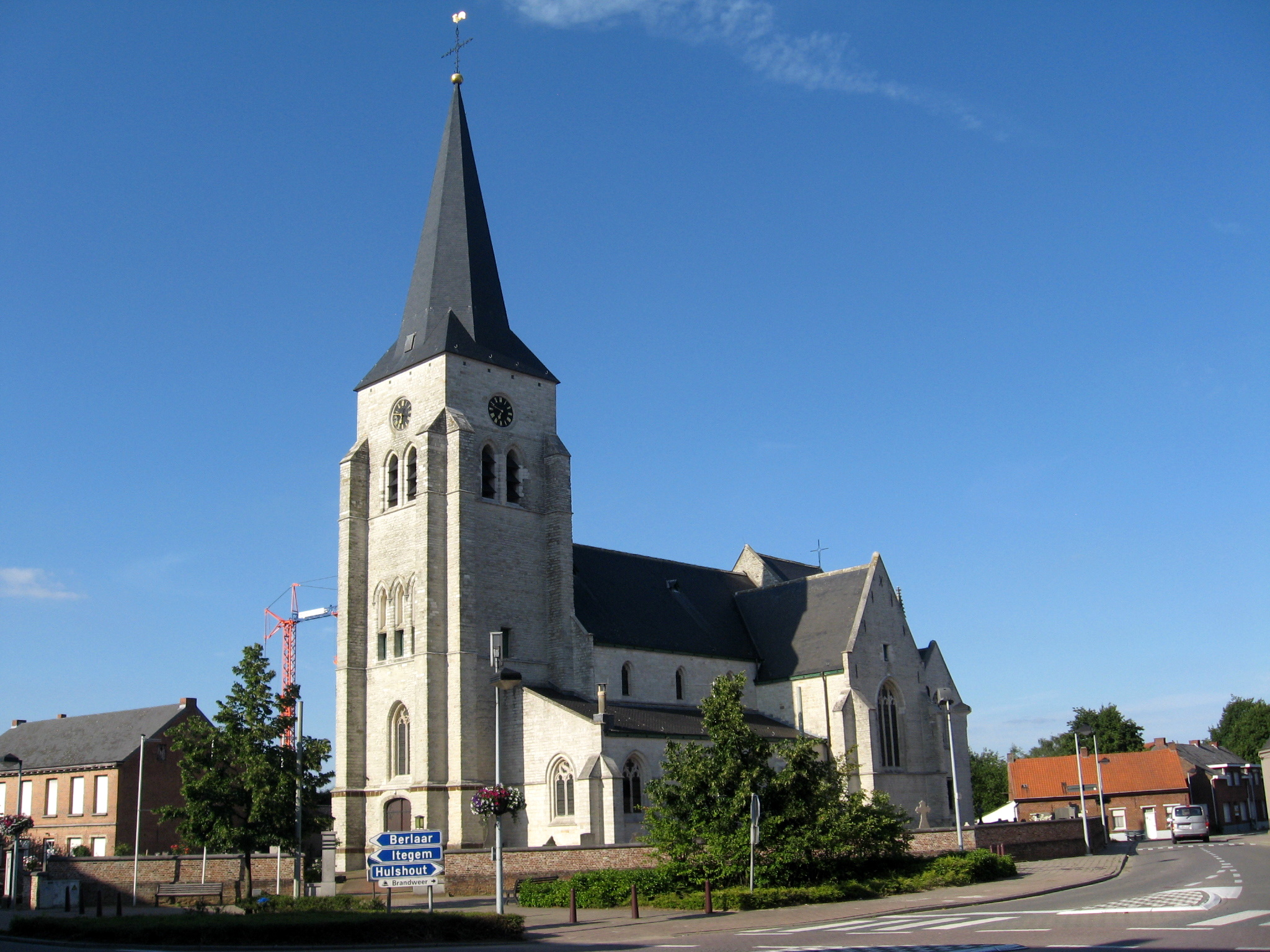
Onze-Lieve-Vrouw van Altijddurende Bijstandkerk

- De Onze-Lieve-Vrouw-van-Bijstandkerk heeft een bouwgeschiedenis die teruggaat tot de 14de eeuw. Een barokke torenspits uit 1755 werd door blikseminslag vernield in 1865. De achtzijdige spits uit 1866 werd in 1899 weer afgebroken omdat die niet bij de rest van de kerk paste, en vervangen door de huidige spits. De uitbreidings- en herstellingswerken aan de kerk aan het einde van de 19de eeuw zijn naar ontwerp van Jules Bilmeyer. De kerk is als monument beschermd, het omliggend kerkhof als landschap.
- De pastorie dateert in kern uit de 18de eeuw
- Het dorpshuis, uit 1877

## Demografische ontwikkeling
- Bronnen:NIS, Opm:1806 tot en met 1970=volkstellingen; 1976 = inwoneraantal op 31 december

## Bekende inwoners
- Michael Goolaerts
- Kathleen Compagnie

## Nabijgelegen kernen
Heist-op-den-Berg, Heist-Station, Itegem